# Secchi (cràter marcià)
Secchi és un cràter pertanyent al quadrangle Hellas de Mart, localitzat en les coordenades 58.3° de latitud sud i 258.1° de longitud oest. Té 234 km de diàmetre i deu el seu nom des de 1973 a l'astrònom italià Angelo Secchi (1818-1878).

## Pistes de diables de pols

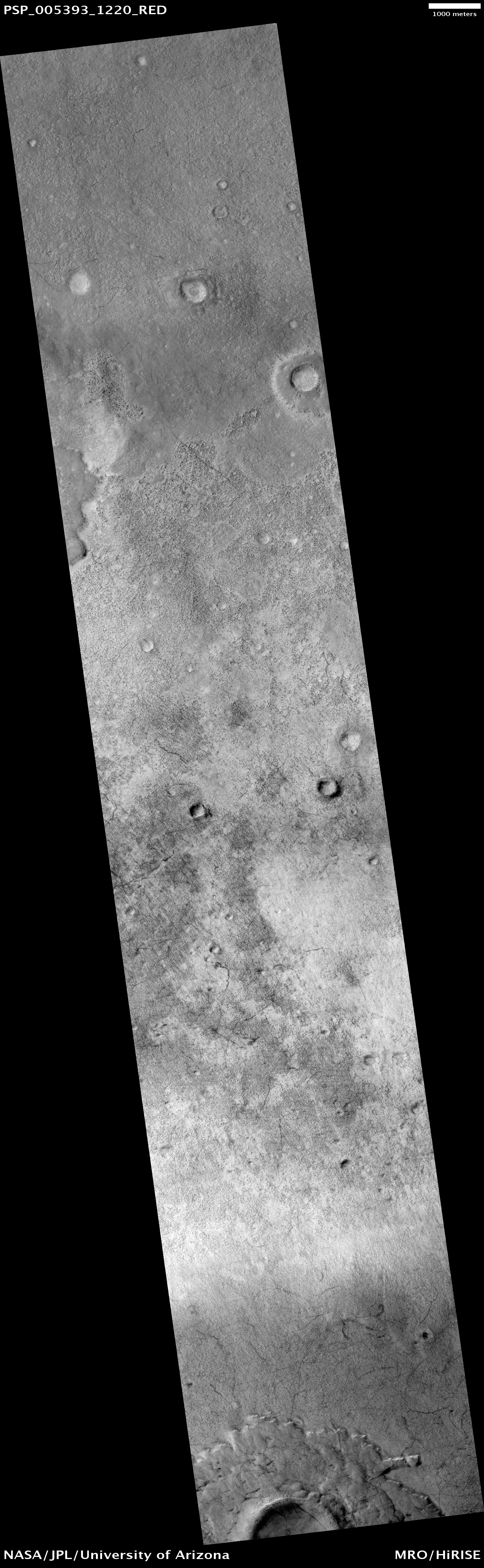
Fons del cràter Secchi (imatge HiRISE), amb pistes de diable de pols i un cràter de pedestal.

Moltes àrees sobre Mart experimenten el pas de diables de pols gegants. Un recobriment prim de pols brillant i molt fi cobreix la majoria de la superfície de Mart. Quan un diable de pols travessa una d'aquestes zones aixeca el recobriment de pols, deixant a la vista la superfície fosca subjacent. S'han observat diables de pols amb un extrem sobre el terreny i l'altre en òrbita.
Fins i tot han retirat la pols dels panells solars de dos dels rovers enviats a Mart, perllongant la seva vida útil. Els dos rovers bessons van ser dissenyats per durar 3 mesos, però han estat capaços de superar els 5 anys en funcionament.
S'ha observat que el patró sobre el sòl de les pistes canvia cada pocs mesos.
La imatge del fons de Secchi, mostra una espectacular imatge presa pel programa HiRISE de les pistes dels diables de pols.